# Pralnia (film 2019)
Pralnia (ang. The Laundromat) – biograficzny komediodramat z 2019 roku w reżyserii Stevena Soderbergha. Główne role zagrali w nim m.in. Meryl Streep, Gary Oldman, Antonio Banderas, Jeffrey Wright, David Schwimmer oraz Sharon Stone.
Światowa premiera filmu odbyła się 1 września 2019 na 76. MFF w Wenecji, gdzie obraz brał udział w konkursie głównym. Film ukazał się 18 października 2019 na platformie streamingowej Netflix.

## Opis fabuły
Akcja filmu skupia się na losach Ellen Martin (granej przez Meryl Streep), której życie zostaje wywrócone do góry nogami, gdy podczas wymarzonych wakacji ginie jej mąż. Podczas walki o odszkodowanie, Ellen odkrywa serię nie do końca legalnych działań prowadzonych przez kancelarię prawniczą z Panamy, zarządzaną przez Jürgena Mossacka (Gary Oldman) i Ramóna Fonseca Morę (Antonio Banderas). Kobieta szybko orientuje się, że jej problem jest tylko jednym z wielu, które spowodowane są działaniami firmy zarządzanej przez prawników, a ich projekt to tak naprawdę plan uknuty w celu umożliwienia najbogatszym mieszkańcom planety ukrycia swoich majątków i ucieczki przed podatkami.

## Obsada
- Meryl Streep jako Ellen Martin (również cameo jako Elena)
- Gary Oldman jako Jürgen Mossack
- Antonio Banderas jako Ramón Fonseca
- Sharon Stone jako Hannah
- David Schwimmer jako Matthew Quirk
- Matthias Schoenaerts jako Maywood
- Jeffrey Wright jako Malchus Irvin Boncamper
- James Cromwell jako Joseph David “Joe” Martin
- Melissa Rauch jako Melanie Martin, córka Ellen
- Robert Patrick jako kapitan Perry
- Rosalind Chao jako Gu Kailai
- Norbert Weisser jako szwajcarski narciarz

## Produkcja
W lipcu 2016 roku ogłoszono, że Steven Soderbergh wyprodukuje film oparty na aferze Panama Papers. W kwietniu 2018 roku ujawniono, że produkowany film ma tytuł „The Laundromat”. Za scenariusz filmu odpowiedzialny był Scott Z. Burns. W maju 2018 roku poinformowano, że Meryl Streep, Gary Oldman oraz Antonio Banderas zostali zaproszeni do odegrania głównych ról w realizowanym filmie. W październiku potwierdzono, że Netflix nabył prawa do dystrybucji filmu, do którego obsady dołączyli David Schwimmer i Will Forte.

### Zdjęcia
Zdjęcia do filmu rozpoczęły się 16 października 2018 roku i trwały do 11 grudnia 2018 roku. Całość filmu nakręcono w Miami.

## Premiera
Światowa premiera filmu odbyła się 1 września 2019 na 76. MFF w Wenecji. Pokazy filmu odbyły się również podczas MFF w Toronto i MFF w San Sebastián. 18 października 2019 Netflix rozpoczął cyfrową dystrybucję filmu.